# Resolució 97 del Consell de Seguretat de les Nacions Unides
La Resolució 97 del Consell de Seguretat de les Nacions Unides, aprovada el 30 de gener de 1952, va acordar la dissoluciò de la Comissió de les Nacions Unides sobre Armament Convencional.
No es van donar detalls de la votació.